# Nationalistische Republikeinse Alliantie

Vlag van de partij

De Nationalistische Republikeinse Alliantie (Spaans: Alianza Republicana Nacionalista, ARENA) is een nationalistische en conservatieve partij in El Salvador.
De ARENA werd gesticht op 30 september 1981 door Roberto D'Aubuisson om tegenstand te bieden aan de hervormingsgezinde regeringsjunta die El Salvador op dat moment bestuurde. D'Aubuisson was berucht als leider van doodseskaders en vanwege zijn extreemrechtse denkbeelden. De ARENA werd gesteund door een aantal ultraconservatieve politici uit de Verenigde Staten, die de regerende Christendemocratische Partij (PDC) te zwak vonden en vreesden dat het Front Farabundo Martí voor Nationale Bevrijding (FMLN), de communistische guerrillabeweging in El Salvador, de burgeroorlog zou winnen. Vooral in haar beginjaren werd de ARENA vaak in verband gebracht met moorden en ontvoeringen van politici, zakenlieden en mensenrechtenactivisten.
De ARENA won in 1989 met Alfredo Cristiani voor het eerst de presidentsverkiezingen, en regeerde het land sindsdien continu tot 2009. Voormalige president Tony Saca van 2004 tot 2009 is van de ARENA en de partij is in de Wetgevende Vergadering de grootste partij met een kleine voorsprong op het FMLN.